# Liste der Baudenkmäler in Hermülheim
Die Liste der Baudenkmäler in Hermülheim enthält die denkmalgeschützten Bauwerke auf dem Gebiet von Hürth-Hermülheim in Nordrhein-Westfalen (Stand: März 2018). Diese Baudenkmäler sind in der Denkmalliste der Stadt Hürth eingetragen; Grundlage für die Aufnahme ist das Denkmalschutzgesetz Nordrhein-Westfalen (DSchG NRW).

## Baudenkmäler
Die Liste der Baudenkmäler enthält Sakralbauten, Wohn- und Fachwerkhäuser, historische Gutshöfe und Adelsbauten, Industrieanlagen, Wegekreuze und andere Kleindenkmäler sowie Grabmale und Grabstätten, die eine besondere Bedeutung für die Geschichte Hürths haben.
Hinweis: Die Reihenfolge der Denkmäler in dieser Liste entspricht der offiziellen Liste und ist nach laufender Nummer, Name (Bezeichnung), Stadtteil und Adresse (Straße) sortierbar.
| Bild                                                                     | Bezeichnung | Lage                                                     | Beschreibung | Bauzeit | Eingetragen seit | Denkmal- nummer |
| ------------------------------------------------------------------------ | --- | -------------------------------------------------------- | --- | ------- | ---------------- | --------------- |
| weitere Bilder                                                           | Kath. Pfarrkirche St. Severin | Ecke Severinusstraße Krankenhausstraße. Karte            | Neugotischer Bau von Kölner Dombaumeister Franz Schmitz, 1966 durch Karl Band um eine große Halle erweitert | 1886/88 |                  | 21              |
| weitere Bilder                                                           | Torbogen zur ehemaligen Burg Hermülheim 2 Grabplatten vom Burgpark; Grabmal Wortmann / Fisching 2 Grabplatten, Kapelle (Friedhof Hermülheim) | Bonnstraße und Deutschordensweg Karte                    | Hinweis: 2 Grabplatten vom Burgpark: Grabmal Wortmann / Fisching 2 Grabplatten jetzt in der Kapelle des alten Friedhofs Hermülheim, Bonnstraße |         |                  | 22              |
| Triumphkreuzgruppe                                                       | Triumphkreuzgruppe | Luxemburger Straße / Rosellstraße Karte                  | |         |                  | 41              |
| Wegekreuz 1863                                                           | Wegekreuz 1863 | Kölnstraße vor Nr. 81                                    | Stifter waren die Gebrüder Reiferscheid, Guts- und Mühlenbesitzer der Deutschherrenmühle | 1863    |                  | 50              |
| Wegekreuz                                                                | Wegekreuz | Hürth-Mitte Kringsweg / An den Pescher Höfen             | Das Hochkreuz ist laut Sockelinschrift eine Stiftung der Familie Reimbold, die es 1852 in Knapsack an der Ecke Alleestraße (früher Hauptstraße) / Friedhofstraße errichten ließ. Es steht seit 1978 „als Zeichen der alten und neuen Ortsidentität“ am Rand einer gepflasterten und umgrünten Platzfläche des Stadtviertels Hürth-Mitte. Dorthin wurden ein Großteil der Bewohner Knapsacks (1974–1976) umgesiedelt. Der Kringsweg ist benannt nach Johann Josef Krings (1892–1972), der von 1933 bis 1966 in Knapsack Pfarrer und zuletzt Dechant war.                  | 1852    |                  | 91              |
| Hochkreuz Friedhof Hermülheim, Bonnstraße                                | Hochkreuz Friedhof Hermülheim, Bonnstraße | Bonnstraße                                               | |         |                  | 157             |
| Grabmal Rosell, A/2 (Friedhof Hermülheim)                                | Grabmal Rosell, A/2 (Friedhof Hermülheim) | Bonnstraße                                               | Heinrich Rosell (1848–1932) war von 1876 bis 1920 Bürgermeister der Bürgermeistereien Hürth und Efferen. Sein Vater Franz war in Hürth 1851–1876 sein Vorgänger. Nach ihnen ist die Rosellstraße gegenüber dem alten Rathaus benannt. |         |                  | 158             |
| Grabmal Urig, A/3 (Friedhof Hermülheim)                                  | Grabmal Urig, A/3 (Friedhof Hermülheim) | Bonnstraße                                               | |         |                  | 159             |
| Grabmal Draaf, A/4 (Friedhof Hermülheim)                                 | Grabmal Draaf, A/4 (Friedhof Hermülheim) | Bonnstraße                                               | Matthias Draaf war Gründungsmitglied des Ende 1945 gegründeten Ortsverbandes der CDU. Die Draafs waren eine alte Bauernfamilie, deren Mitglieder und Nachkommen noch heute in Hürth ansässig sind. |         |                  | 160             |
| Grabmal Schreuer, D/5 (Friedhof Hermülheim)                              | Grabmal Schreuer, D/5 (Friedhof Hermülheim)                                                                                                  | Bonnstraße                                               | |         |                  | 161             |
| Grabmal Rolshoven, C/6 (Friedhof Hermülheim)                             | Grabmal Rolshoven, C/6 (Friedhof Hermülheim)                                                                                                 | Bonnstraße                                               | Letzte Besitzer der Braunkohlengrube Pescherwerk und des Pescher Hofes. Erster Besitzer nach der Enteignung in der Franzosenzeit war Konstantin Rolshofen. Zwei seiner Söhne waren Pfarrer in Hermülheim, Bertram 1795–1801, Johann 1801–1837. Der hier beerdigte Pfarrer Heinrich R., ebenfalls geboren auf dem Pescherhof und Sohn des Lambert R. war Pfarrer in Köln-Ehrenfeld und Bachem und zuletzt in Vilich. Die beiden nach einer Erbauseinandersetzung geteilten Pescher Höfe wurden 1965 und 1969 von der Kommune Hürth erworben und 1970 und 1971 abgerissen. |         |                  | 162             |
| Grabmal Rosell, B/7 (Friedhof Hermülheim)                                | Grabmal Rosell, B/7 (Friedhof Hermülheim) | Bonnstraße                                               | Theodor Rosell war um 1898 zur Amtszeit von Bürgermeister Heinrich Rosell Gemeinderentmeister |         |                  | 163             |
|                                                                          | Grabmal Simonis, D/9 (Friedhof Hermülheim)                                                                                                   | Bonnstraße                                               | Letzter Besitzer des Simonishofes |         |                  | 164             |
| Grabmal Büsgen, C/10 (Friedhof Hermülheim)                               | Grabmal Büsgen, C/10 (Friedhof Hermülheim)                                                                                                   | Bonnstraße                                               | |         |                  | 165             |
| Grabmal Bethune Isidor, E/11 (Friedhof Hermülheim)                       | Grabmal Bethune Isidor, E/11 (Friedhof Hermülheim)                                                                                           | Bonnstraße                                               | Dr. Philipp Isidor Bethune (* 2. November 1872 in Rath-Heumar; † 14. Mai 1930 in Köln) war von 1901 bis zu seinem Tod praktischer Arzt in Hermülheim, seit der Eröffnung 1913/14 auch Arzt im Hermülheimer Krankenhaus. Er hat 1898 in München mit Ueber traumatische Plexus-brachialis-Lähmungen promoviert. 1904 heiratete er Maria Johanna Barbara Firmenich, eine Tochter des Hürther Brauereibesitzers Theodor Firmenich, nach dem schon eine Straße in Hürth benannt ist. Sein Haus, die Villa Bethune, steht auf der Luxemburger Straße neben der AOK.            |         |                  | 166             |
| Grabmal Räcke, L/13 (Friedhof Hermülheim)                                | Grabmal Räcke, L/13 (Friedhof Hermülheim) | Bonnstraße                                               | Fritz Räcke (1882–1952) war 1920–1933 1. Beigeordneter (von den Nazis entlassen) und ab 1945 von der Besatzungsmacht eingesetzter Bürgermeister. Nach der ersten Wahl und Einführung der Doppelspitze war er von 1. April bis zum 31. August 1946 Gemeindedirektor. Sein Sohn Otto Räcke (1917–1983) war Gemeindedirektor von 1953 bis 1973. |         |                  | 167             |
|                                                                          | Grabmal Pung, 29/E (Friedhof Hermülheim) | Bonnstraße                                               | |         |                  | 168             |
|                                                                          | Grabmal Annemarie Mader (1919–1962), 29/E (Friedhof Hermülheim) disloziert nach Efferen                                                      | Bonnstraße                                               | Stele des Bildhauers Fritz Klein für die Ehefrau des Diakon und später Pastor Paul Mader (1946 bis 1982 im evangel. Gemeindebezirk Hermülheim/Efferen tätig) Stele wurde auf den Friedhof Efferen transloziert zum Grab von Paul und Renate Mader. Die Inschrift bildet ein Kreuz und ist typisch für ein „Protestantisches Grab“ |         |                  | 169             |
| Russische Kriegsgefangene und Zwangsarbeiter, K/15 (Friedhof Hermülheim) | Russische Kriegsgefangene und Zwangsarbeiter, K/15 (Friedhof Hermülheim)                                                                     | Bonnstraße                                               | |         |                  | 170             |
| Russische Kriegsgefangene und Zwangsarbeiter, K/19 (Friedhof Hermülheim) | Russische Kriegsgefangene und Zwangsarbeiter, K/19 (Friedhof Hermülheim)                                                                     | Bonnstraße                                               | |         |                  | 171             |
|                                                                          | Grabmal Herwegen, 20/A Kapelle (Friedhof Hermülheim)                                                                                         | Bonnstraße                                               | Grabsteine vom alten Kirchhof an der Burg werden in der (ehemaligen) Friedhofskapelle aufbewahrt |         |                  | 172             |
|                                                                          | Grabmal Müller, 20/B Kapelle (Friedhof Hermülheim)                                                                                           | Bonnstraße                                               | |         |                  | 173             |
|                                                                          | Grabmal Weidenfeld, 20/C Kapelle (Friedhof Hermülheim)                                                                                       | Bonnstraße                                               | Burghalfe (1625–1661) Adolf Weidenfeld |         |                  | 174             |
|                                                                          | Grabmal NN, 20/D Kapelle (Friedhof Hermülheim)                                                                                               | Bonnstraße                                               | |         |                  | 175             |
|                                                                          | Grabmal NN, 20/AE Kapelle (Friedhof Hermülheim)                                                                                              | Bonnstraße                                               | |         |                  | 176             |
| Wegekreuz                                                                | Wegekreuz | Luxemburger Straße / Bonnstraße / Duffesbachstraße Karte | |         |                  | 178             |
|                                                                          | Grabmal Familie Päffgen (Friedhof Hermülheim)                                                                                                | Bonnstraße                                               | |         |                  | 186             |
| Natursteinpflaster                                                       | Natursteinpflaster | Severinusstraße 2–46, 3–39                               | |         |                  | 188             |

## Ehemalige Denkmäler
| Bild | Bezeichnung                        | Lage                                          | Beschreibung | Bauzeit | Eingetragen seit | Denkmal- nummer |
| ---- | ---------------------------------- | --------------------------------------------- | ------------ | ------- | ---------------- | --------------- |
|      | Fachwerkwohnhaus; wurde abgerissen | Severinusstr. 15                              |              |         |                  | ehemals 98      |
|      | Grabstätte von Grote               | Deutschordensweg (transloziert nach Bornheim) |              |         |                  | –               |

## Belege
1. 1 2  Denkmalliste auf der Website der Stadt Hürth (PDF)
2. ↑  Manfred Germund: Wegekreuze in Hürth (1. Teil) in Hürther Beiträge Bd. 92, 2013, S. 48
3. ↑   Manfred Faust: Geschichte der Stadt Hürth, Köln, J. P. Bachem Verlag, 2009, S. 165 mit Verweis auf: Jochen Georg: 50 Jahre CDU in Hürth, Hürth 1996, S. 19.
4. ↑   Brohl: Hermülheim (s.dort), S. 143 und Hürther Heimat 28/29 (1971) S. 8 f.
5. ↑  Totenzettel Rolshoven (Memento des Originals vom 4. März 2016 im Internet Archive)  Info: Der Archivlink wurde automatisch eingesetzt und noch nicht geprüft. Bitte prüfe Original- und Archivlink gemäß Anleitung und entferne dann diesen Hinweis.
6. ↑   Als „Gemeindeempfänger“ im Verwaltungsbericht Gemeinde Hürth bezeichnet nach Clemens Klug: Hürth – wie es war, wie es wurde, Steimel Verlag, Köln o. J. (1962), S. 127 unten
7. ↑  Eintrag aus Polen
8. ↑  Bethune bei Straßen Hürths (Memento des Originals vom 4. März 2016 im Internet Archive)  Info: Der Archivlink wurde automatisch eingesetzt und noch nicht geprüft. Bitte prüfe Original- und Archivlink gemäß Anleitung und entferne dann diesen Hinweis.
9. 1 2  Auskunft von Katja Saxarra, Untere Denkmalbehörde der Stadt Hürth, vom 18. März 2011 (via Mail).